# U19-es női Ázsia-bajnokság
Az U19-es női Ázsia-bajnokság (angolul: AFC U-19 Women's Championship) egy az AFC által kiírt nemzetközi női labdarúgótorna, a 19 éven aluli női labdarúgók számára.
A tornát 2002 óta két évente rendezik meg és egyben selejtező is az U20-as női labdarúgó-világbajnokságra.
A jelenlegi címvédő és legsikeresebb válogatott Japán csapata 4 győzelemmel.

## Eddigi eredmények
| Év             | Rendező  |               | Döntő              | Döntő         | Döntő         |           | Bronzmérkőzés | Bronzmérkőzés | Bronzmérkőzés |
| Év             | Rendező  | Győztes       | Eredmény           | Döntős        | 3. helyezett  | Risultato | 4. helyezett  |               |               |
| 2002 Részletek | India    | · Japán       | 2 - 1              | · Tajvan      | · Kína        | 4 - 1     | · Észak-Korea |               |               |
| 2004 Részletek | Kína     | · Dél-Korea   | 3 - 0              | · Kína        | · Észak-Korea | 4 - 0     | · Thaiföld    |               |               |
| 2006 Részletek | Malajzia | · Kína        | 1 - 0              | · Észak-Korea | · Ausztrália  | 3 - 2     | · Japán       |               |               |
| 2007 Részletek | Kína     | · Észak-Korea | 1 - 0              | · Japán       | · Kína        | 1 - 0     | · Dél-Korea   |               |               |
| 2009 Részletek | Kína     | · Japán       | 2 - 1              | · Dél-Korea   | · Észak-Korea | 1 - 0     | · Kína        |               |               |
| 2011 Részletek | Vietnám  | · Japán       | [ n 1 ]            | · Észak-Korea | · Kína        | [ n 1 ]   | · Dél-Korea   |               |               |
| 2013 Részletek | Kína     | · Dél-Korea   | [ n 1 ]            | · Észak-Korea | · Kína        | [ n 1 ]   | · Japán       |               |               |
| 2015 Részletek | Kína     | · Japán       | 1 - 0 (4 – 2 b.u.) | · Észak-Korea | · Dél-Korea   | 4 - 0     | · Kína        |               |               |

- h.u. – hosszabbítás után
- b.u. – büntetők után

1. 1 2 3 4  Csoportkörös rendszer.

## Éremtáblázat
| Poz. | Ország      |   |   |   |   |
| ---- | ----------- | - | - | - | - |
| 1    | Japán       | 4 | 1 | 0 | 5 |
| 2    | Dél-Korea   | 2 | 1 | 1 | 4 |
| 3    | Észak-Korea | 1 | 4 | 2 | 7 |
| 4    | Kína        | 1 | 1 | 4 | 6 |
| 5    | Tajvan      | 0 | 1 | 0 | 1 |
| 6    | Ausztrália  | 0 | 0 | 1 | 1 |